# Prasa tajna 1861–1864

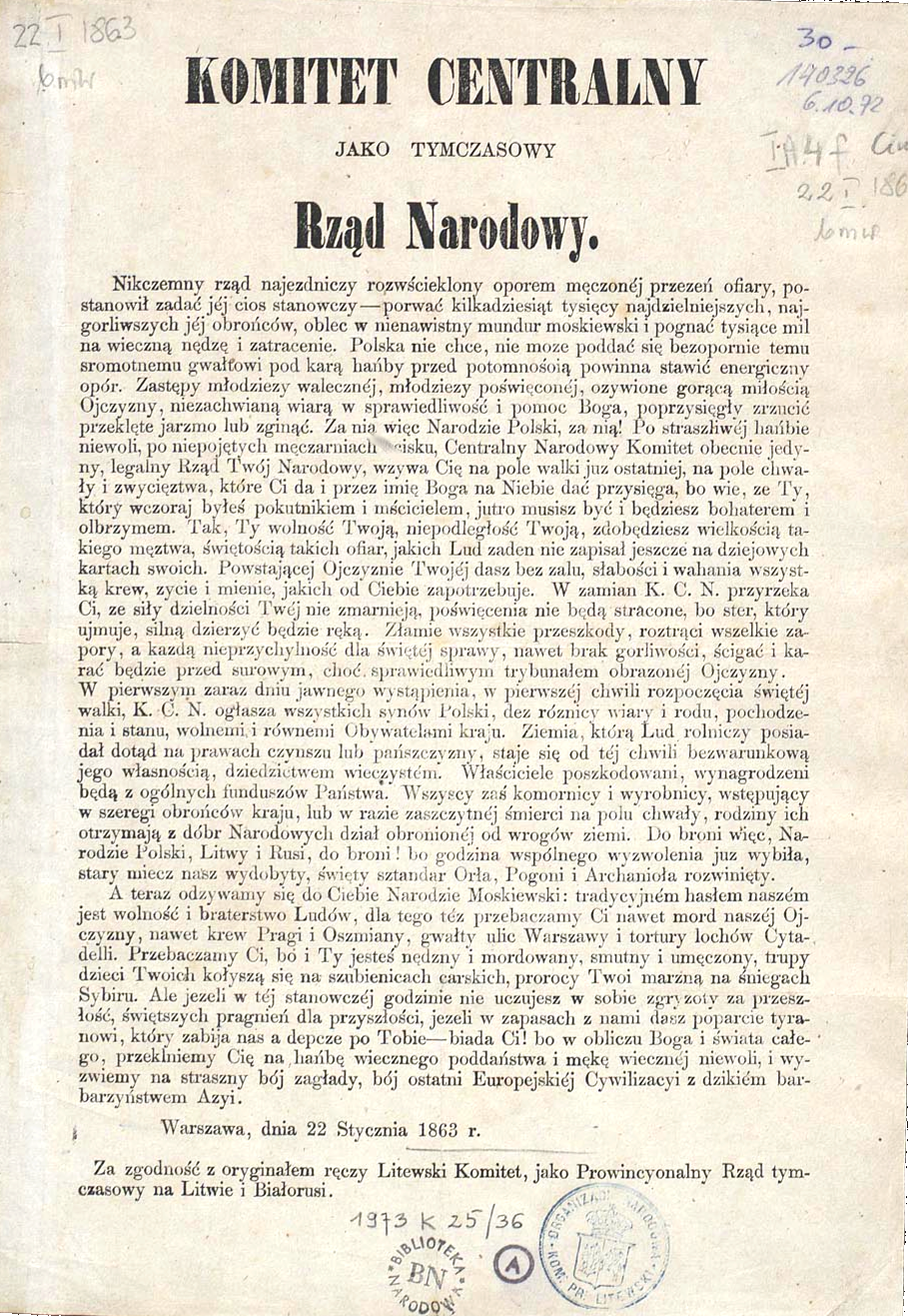
Manifest 22 stycznia, opublikowany w czasopiśmie Ruch

Prasa tajna 1861–1864 – polskie czasopisma, ulotki, odezwy, broszury, biuletyny i inne druki, wydawane w okresie przygotowań do powstania styczniowego oraz w czasie powstania (1863–1864), niejawnie, często nieregularnie i w małych nakładach. Stosowano różne techniki powielania materiałów, od ręcznego przepisywania, poprzez litografowanie rękopisów, do druku metodami zecerskimi.

## Zakres działalności wydawniczej
Po upadku powstania listopadowego w Królestwie Polskim Komitet Cenzur rygorystycznie ograniczał obieg informacji (w Galicji rygory były mniej dotkliwe). Cennym ich źródłem były czasopisma emigracyjne oraz inne dokumenty, nielegalnie przywożone przez kurierów (zwykle z dużym opóźnieniem). Tajne koła patriotyczne stworzyły konspiracyjne systemy wzajemnego porozumiewania się i popularyzacji idei wyzwolenia narodu. Ręcznie pisane listy zastąpiły dokumenty powielane z użyciem różnych technik drukarskich, m.in. ogłoszenia i ulotki, ułatwiające organizację patriotycznych manifestacji. Czasopisma ukazywały się zwykle nieregularnie, często miały zmienny format ze względu na zmiany miejsca druku i stosowanych czcionek, zgodnie z zasadami konspiracji. 
W czasie powstania ukazało się łącznie ponad 300 numerów prasy tajnej (w Królestwie Polskim 212, w Galicji – 42, na ziemiach litewskich – 23, na ziemiach ruskich – 16, poza Rzeczpospolitą ponad 11). Wiosną i w lecie 1863 roku, ukazywało się 19–28 numerów czasopism miesięcznie. 
Stanowisko dyrektora drukarń narodowych pełnił Józef Bogdan Wagner, który zajmował się organizacją drukarni (wyszukiwanie bezpiecznych lokali, maszyn, materiałów, zaufanych ludzi – drukarzy, zecerów, preserów, gońców, kurierów). Drukarnie narodowe Wydziału Prasy RN były ubezpieczane przez patrole Straży Narodowej, a dystrybucją zajmowali się często studenci. Wydział Prasy Rządu Narodowego wydawał np. w Warszawie tajne czasopismo Niepodległość – dziennik polityczny, ekonomiczny i naukowy. Pierwszy numer Niepodległości ukazał się 14 lipca 1863. Nakład tego czasopisma osiągał 10 tys. egzemplarzy. Pismo nie było wydawane regularnie. Miało początkowo format 40 cm, a od nr 7 – 44 cm (wydania bez podtytułu). Ostatni numer ukazał się w lipcu 1864 roku w Galicji. Obecnie zachowane egzemplarze czasopisma są udostępniane przez Bibliotekę Narodową w Warszawie w postaci mikrofilmów.

## Prasa tajna powstania styczniowego w zbiorach Biblioteki Narodowej
Biblioteka Narodowa stopniowo udostępnia różnorodne zasoby dokumentacji, dotyczącej powstania styczniowego, w formie mikrofilmów i formie cyfrowej. Digitalizowane są czasopisma i inne druki lub rękopisy z lat 1861–1864, znajdujące się we własnych zbiorach BN, oraz fotokopie dokumentów z zasobów innych bibliotek.
Wśród obiektów udostępnianych w formie elektronicznej znajdują się również – poza czasopismami i dokumentami życia społecznego (ulotki, odezwy, broszury i inne) – zbiory fotografii, pocztówek i grafik.
Zachowane do dzisiaj zasoby archiwalnych czasopism są niekompletne. Biblioteka Narodowa udostępnia na swoich stronach pełne teksty tych wydawnictw.
| Tytuł                                                | Wydawcy | Opis | Źródło |
| Dziennik Narodowy (Warszawa 1863)                    | Redaktorzy: Adolf Hennel i przypuszczalnie Stanisław Krzemiński Skład: Józef Łojko (składający również pismo „Niepodległość”) w mieszkaniu Józefa Wagnera i na Sewerynowie Drukarnie (zamiennie): ul. Elektoralna (drukarze: Teofil Ząbkowski, Lubomir Wider, Izydor), ul. Dzielna, róg ul. Twardej i Siennej; m.in. drukarnie Józefa Harasimowicza i Ignacego Kokoszyńskiego. | Treść: m.in. relacje z bitew i potyczek, sprawy interwencji mocarstw zachodnich, treść not dyplomatycznych zachodnich mocarstw do Moskwy. Inne informacje: Druk dwuszpaltowy (zob. łam), obustronny, format ok. 26 cm, przeciętnie 4–7 stron, cena: 10 gr pol., przypis: „W drukarni Rządu Narodowego” i „Nabyć można drogą organizacyjną”. | [ 9 ]  |
| Głos Kapłana Polskiego (czerwiec 1862 – – luty 1864) | Redaktorzy: ks. Karol Mikoszewski i prawdopodobnie ks. Władysław Szabrański, Kazimierz Żuliński i Albin Dunajewski; Drukarnie: nr 1 i 2 – Poznań, kolejne – Warszawa: drukarnia Marcina Borelowskiego (ul. Nowy Świat), drukarnia Jana Zalewskiego (Janka) na Pradze (lato 1863).                                                                                              | Treść: wskazująca na kierowanie pisma do czytelników z wykształceniem teologicznym i na zamiar pozyskania duchowieństwa dla ruchu narodowego. Przedstawiano społeczeństwo jako jedyne źródło władzy; wyrażano protest przeciw tyranii i wyzyskowi ludu, zachęcano panów i chłopów do wzajemnych ustępstw i zgody dla dobra narodu. Inne informacje: Stosunkowa duża objętość, cena: 1 złp.                                                                                                 | [ 10 ] |
| Kosynier (21 sierpnia– –28 września 1862)            | Redaktorzy: Władysław Ludwik Anczyc i Michał Bałucki (z własnej inicjatywy, z aprobatą władz Komitetu Centralnego). | Treść: Opowiadania o czasach insurekcji kościuszkowskiej i powstania listopadowego (podkreślające udział ludu, adresowane głównie do chłopów). Inne informacje: Cztery numery (wydawane nieregularnie) z ciągłą numeracją stron, litografowane obustronnie. Pod tytułem – motto: Hej czas zacząć już chłopacy, z serca zrzucić trwogę, a Bóg rzeknie Waszej pracy – Toć i ja pomogę oraz rysunek – kosynier trzymający kosę w lewej ręce i wznoszący prawą w geście przysięgi.             | [ 11 ] |
| Partyzant (20 lutego– –6 maja 1862)                  | Redaktorzy: prawdopodobnie grupa patriotycznych mieszczan lub młodzieży (prawdopodobnie do czasu aresztowania) Drukarnie: Początkowo we Lwowie, później Przemyśl (niepewne) | Treść: Wyrażano sprzeciw wobec panowania austriackiego (Austrię nazywano wrogiem straszniejszym niż Moskwa) i oczekiwano na wybuch powstania, które doprowadzi do wyzwolenia wszystkich zaborów. Inne informacje: Pierwsze pismo wydawane na terenie zaboru austriackiego. Druk jedno- lub dwustronny, dwuszpaltowy, kursywą; format ok. 21 cm; cena: 10 centów. | [ 12 ] |
| Pobudka (1 listopada 1861– –6 marca 1862)            | Redaktorzy: Franciszek Godlewski (Warszawa) – działający z ramienia Komitetu Miejskiego, aresztowany w kwietniu 1862 Drukarnie: Prawdopodobnie zmieniane | Treść: Ogólny artykuł wstępny i stała rubryka „Wiadomości bieżące”, niekiedy również „Korespondencje”. Zapowiedzi rychłego wybuchu powstania we wszystkich zaborach. Krytyka osób nie biorących udziału w manifestacjach patriotycznych. Inne informacje: ukazujące się ok. 1 i 15 dnia każdego miesiąca, forma wydawnicza zmienna, winieta z tarczą dwuherbową i koroną (jak w „Szczerbiec”), format 27–40 cm, druk jednostronny, dwuszpaltowy; cena: 15 gr.                              | [ 13 ] |
| Prawda (19 kwietnia– –27 lipca 1863)                 | Redaktorzy: Władysław Sabowski, Aleksander Kraushar, Henryk Merzbach, Józef Warzymski i inni (z własnej inicjatywy z autoryzacją Rządu Narodowego) Drukarnie: prawdopodobnie w Jabłonnie i Zasławiu oraz w Warszawie (róg ul. Żurawiej i Kruczej); zecerzy: Józef Harasimowicz i Jan Wójcicki.                                                                                 | Treść: Najpoważniejszy organ prasy powstańczej (rozprowadzany głównie w Warszawie przez studentów; dostępny również na prowincji). Apelowano o porozumienie między białymi i czerwonymi, potępiano ugodowość władz powstańczych, wyrażano sceptycyzm w sprawie możliwości interwencji innych mocarstw. Inne informacje: niemal regularnie wydawany tygodnik, druk obustronny 2- i 3-szpaltowy, zmienny format pisma, objętość: 2–4 stron (zwiększająca się); cena: 10–15 groszy            | [ 14 ] |
| Ruch (5 lipca 1862– –14 lipca 1863)                  | Redaktorzy: Agaton Giller, wyd. urzędowe Komitetu Centralnego i Rządu Narodowego (zastąpił „Głos Warszawy”, został zastąpiony przez „Niepodległość” Drukarnie: prawdopodobnie zmieniane | Treść: Popularyzowano głównie ideologię czerwonych (teksty dopuszczane do druku po dyskusjach na sesjach Komitetu). Drukowano część dekretów Komitetu Centralnego – opublikowano np. Manifest 22 stycznia, dekrety uwłaszczeniowe, odezwę Mariana Langiewicza, jego nominację na generała. Inne informacje: nakład 2000 egz., druk dwustronny, format zmienny, 1–4 stron; cena: 15 gr. | [ 1 ]  |
| Strażnica (1 lipca 1861– –22 maja 1863)              | Redaktorzy: Agaton Giller, Joachim Szyc, Aleksander Krajeński; inicjatywa prywatna, formalnie niezależna od władzy narodowej (od czerwca 1862 r. A. Giller i J. Szyc weszli w skład Komitetu Centralnego) Drukarnie: Początkowo zmienne, później – drukarnia przy ul. Chmielnej, zecer: Józef Szamański                                                                        | Treść: Pierwsze i najdłużej wydawane pismo, półoficjalne wydawnictwo czerwonych, w którym jednak potępiano skrajne idee tego stronnictwa – zalecano wybór drogi pośredniej (między obozami czerwonych i umiarkowanych). Apelowano o zbrojny sprzeciw wobec caratu i tworzenie kół konspiracyjnych. Od listopada 1861 roku ukazywało się również na Litwie, a od stycznia 1862 roku – na ziemiach rosyjskich .Inne informacje: 45 opublikowanych numerów, druk jednostronny, format zmienny | [ 15 ] |

Inne tytuły
Chorągiew Swobody,
Dzwon Duchowny (Warszawa 1863),

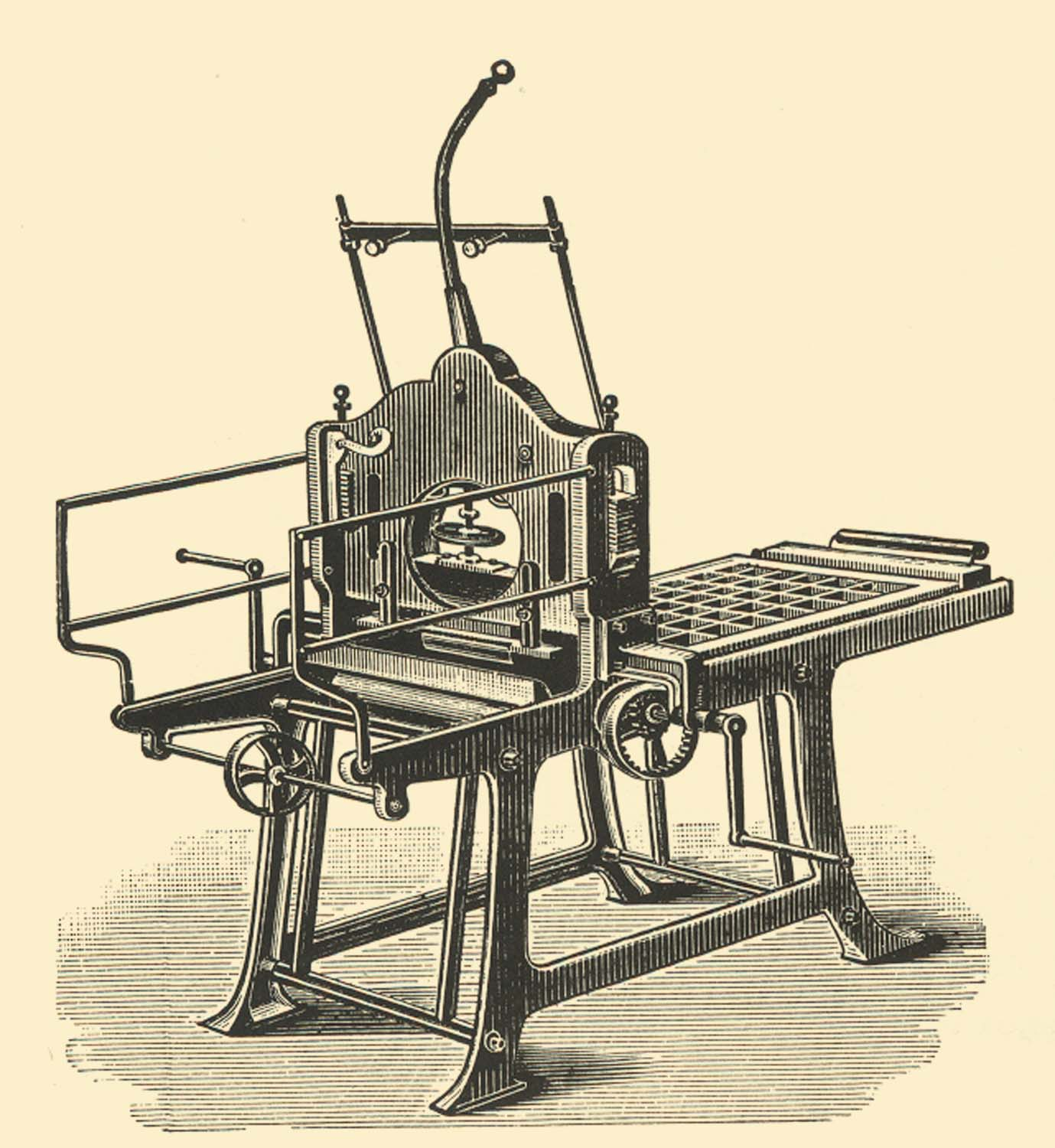
Ręczna prasa litograficzna Erasmusa Suttera (Berlin 1839)

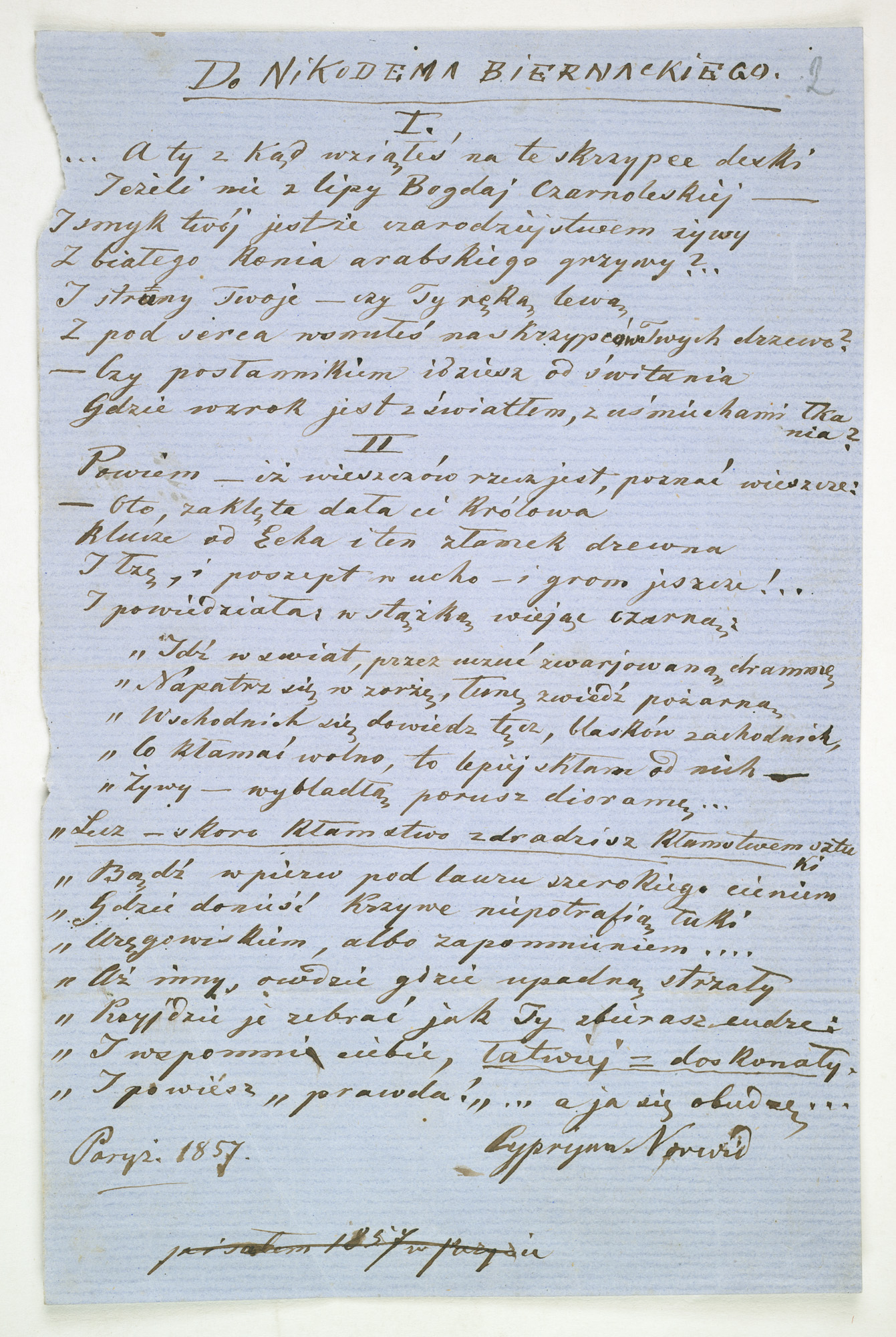
Przykład litograficznej odbitki rękopisu z czasów Wielkiej Emigracji.
Autograf wiersza Cypriana Kamila Norwida (1857):

Galicya (Rada Naczelna Galicyjska, 1863),
Kosa (Warszawa 1864),
Męczennicy (Warszawa 1862),
Naprzód! (1863),
Nowiny Polityczne Polskie (Warszawa 1863),
Ojczyzna (1863),
Polska (1863),
Prawdziwy Patryota (pismo dla rzemieślników i robotników, Kantor główny w Drukarni Niezależnej, Warszawa 1862),
Szczerbiec (Warszawa 1861),
Walka (wyd. Rządu Narodowego Wydział Wykonawczy na Rusi, 1863), Walka (przedruk, Kijów 1863),
Wiadomości i Rozporządzenia Policyi Narodowej (Warszawa 1863),
Wiadomości i Rozporządzenia Policji Narodowej (1864),
Wiadomości o Powstaniu na Litwie,
Wiadomości Polityczne,
Wiadomości z Placu Boju,
Wiadomości z Pola Bitwy,
Wolność.